# محاصره موصل (۱۰۹۶)
محاصره موصل (به عربی: حصار الموصل) محاصره ای است که سلجوقیان بر شهر موصل، مرکز دولت عقیلی و مقر حکومت آن انجام دادند. پس از تشدید محاصره که نه ماه به طول انجامید، توانستند در ۴ ذی‌القعده ۴۸۹ هجری قمری شهر را تصرف کنند.
این رویداد تاریخی پس از قدرتی که بیش از ۱۰۰ سال به طول انجامید، منجر به پایان دولت عقیلی در موصل شد.